# Branka Prpa
Branka Prpa (Split, 1953) srpska je istoričarka, publicistkinja i bivša direktorka Istorijskog arhiva Beograda.

## Biografija
Branka Prpa rođena je u Splitu 5. aprila 1953, u tadašnjoj Narodnoj Republici Hrvatskoj (Federativna Narodna Republika Jugoslavija).
Godine 1972, protivno željama sopstvene porodice, napustila je rodni grad i otišla studirati u Beograd. Studije je započela na Filozofskom fakultetu Univerziteta u Beogradu.
Nedugo poslije, udala se (Jovanović) i rodila je sina Ivana. Zajedno sa porodicom nastavila je živjeti u glavnom gradu i nakon završetka studija. Magistrirala je i doktorirala istorijske nauke.
Godine 1988. izdana je njena je knjiga o Srbima u Dalmaciji naslovljena Srbsko-dalmatinski magazin 1836-1848: preporodne ideje Srba u Dalmaciji. Prpa je poznatija javnosti kao partnerka ubijenog beogradskog žurnaliste i vlasnika novina Slavka Ćuruvije, sa kim je živjela u vanbračnoj zajednici. Bila je uz svoga nevjenčanog supruga na dan njegova ubistva u aprilu 1999, kad je na njih izvršen prepad ispred ulaznih vrata u njihovu stambenu zgradu, kom je prilikom Prpa bila onesviješćena.
Slobodan Antonić je kritikovao njene naučne zaključke vezane za ulogu srpskih kvislinških snaga tokom Holokausta u okupiranoj Srbiji. On smatra da Prpina stanovišta spadaju u domen istorijskog revizionizma.

## Lični život
Njen je sin dramaturg Ivan Jovanović, iz prvoga braka. U braku sa Slavkom Ćuruvijom nije imala djece. 

## Djela

### Knjige
spisak nepotpun
- Srpski intelektualci i Jugoslavija: 1918-1929., Beograd: Clio, (2018)  978-86-7102-599-7, 410 str.

uredila
- Živeti u Beogradu. Dokumenta uprave grada Beograda, vol. 3, Beograd: Istorijski arhiv Beograda, 2005.

### Radovi
spisak nepotpun
- »Ilirska ideja kod Srba u Dalmaciji«, Zbornik radova o povijesti i kulturi srpskog naroda u Socijalističkoj Republici Hrvatskoj, 1, 1988, 137-152.
- »Između Istoka i Zapada. Kulturni identitet i kulturno-civilizacijska uporišta«, Tokovi istorije, 3—4 (Beograd), 1997.
- »Procesi modernizacije i položaj žene u Srbiji tokom XIX i prve polovine XX vijeka«, u: Srbija u modernizacijskim procesima 20. veka, Beograd: Institut za noviju istoriju Srbije, 1994, 361-66.
- »Milan Grol — književnik i političar« u: Liberalna misao u Srbiji: prilozi istoriji liberalizma od kraja XVIII do sredine XX veka, 2001, 373-383.

## Spoljašnje veze
- Bol se leči pameću, Ilustrovana Politika, 3. decembra 2003.
- Šta je srpska tradicija, Vreme, 20. januara 2005.